# Lycosa arapensis
Lycosa arapensis là một loài nhện trong họ Lycosidae.
Loài này thuộc chi Lycosa. Lycosa arapensis được Embrik Strand miêu tả năm 1908.